# Zoe MacLellan
Zoe McLellan (La Jolla, Califórnia, 6 de novembro de 1974) é uma atriz estadunidense que é mais reconhecida por seus papéis como Jennifer Coates em JAG e como Lisa George na série Dirty Sexy Money.

## Biografia
Nascido em La Jolla, ela foi criada no estado de Washington. Seus pais se divorciaram, e ela tem um meio-irmão chamado Nathan por parte de pai, um irmão chamado Jeremy e uma meia-irmã chamada Cassie por parte de mãe. Zoe foi rainha do baile no  South Kitsap High School em Port Orchard em Washington.
Em maio de 2021, foi emitido um de busca e apreensão da atriz por suspeita de sequestro do próprio filho (filho com o ex-marido Jean-Pierre Gillain), que na época tinha 8 anos.

### Carreira
Em 2008, Zoe posou nua para a revista Allure Magazine.

## Filmografia

### Filmes
- 1994 - Imaginary Crimes
- 1995 - Mr. Holland's Opus
- 1997 - Home Invasion- Gia
- 1997 - Inventing the Abbotts - Sandy
- 1999 - Stranger in My House - Lara Lewis
- 1999 - The Wrong Girl - Kelly Garner
- 1999 - Stonebrook (aka Web of Lies) ~ Londyn
- 2000 - Dungeons & Dragons - Marina Pretensa
- 2005 - Bitter Sweet - Elizabeth
- 2006 - Conversations with God
- 2010 - Deadly Honeymoon - Agent Gwen Merced
- 2011 - One Fall - Julie Gardner

### Televisão
- Medicine Ball
  - Episódio 1.02 - Wizard of Bras
- Nowhere Man - Mary
  - Episódio 1.15 - Forever Jung
- Sliders - Logan St. Claire
  - Episódio 3.02 - Double Cross
- Silk Stalkings - Marin Kennedy
  - Episódio 6.18 - Pink Elephants
- Diagnosis: Murder - Detective Taylor Lucas
  - Episódio 6.21 - Blood Ties
- Star Trek: Voyager - Tal Celes
  - Episódio 6.20 - "Good Shepher"
  - Episódio 6.25 - "The Haunting of Deck Twelve"
- The Invisible Man
  - Episódio 1.08 - The Value of Secrets
  - Episódio 1.18 - Frozen in Time
- JAG - Petty Officer
  - Episódio 07.11 - Answered Prayers
  - Episódio 10.22 - Fair Winds and Following Seas
- Dirty Sexy Money - Lisa George (2007)
  - Personagem regular
- House MD - Sidney (2010)
  - Episódio 6.20 - Baggage
- The Mentalist - Marie Jarret Bajoran (2010)
  - Episódio 3.7 - Red Hot

### Ligações Externas
- Zoe McLellan. no IMDb.
- Zoe McLellan at FilmSpot.com